# 에어브리지 카고 에어
에어브리지 에어 카고(영어: AirBridgeCargo Airlines, 러시아어: Авиакомпания)는 러시아의 화물 항공사로 본사는 러시아 모스크바에 위치해 있으며 2003년에 설립했다. 또한 사용하고 있는 허브 공항으로 모스크바에 위치한 셰레메티예보 국제공항이 있으며 계열사는 러시아의 화물 항공사이고, 모기업인 볼가 드네포르 항공이 있다.

## 역사
화물과 전세 운항 경험이 있는 볼가 드네포르 항공에서 정기 화물편 부문을 분리해 2003년에 설립했다. 2004년 1월 알리탈리아 항공에서 양수하여 2대의 보잉 747-200F에서 1대를 사용하여 같은 해 5월부터 룩셈부르크에서 모스크바와 노보시비르스크를 거쳐 베이징과 상하이를 잇는 정기 화물 노선 운항을 시작했다. 같은 해 10월에 기종이 추가 도입되었다. 2005년에 1대의 보잉 747 화물기가 추가로 도입되면서 홍콩과 나고야 노선에 취항하기 시작했다. 2012년 2월에 보잉 747-8F를 1대 도입해 취항하고 있다.
러-우 전쟁이후 서방제 부품수급에어려움을 겪어 예비용IL-96을 재취역시켰다

## 보유 기종
- 2022년 3월 기준으로 에어브리지 카고 에어는 다음과 같은 기종을 보유하고 있으며 평균 기령은 4.7년이다.[1][2]

## 사진

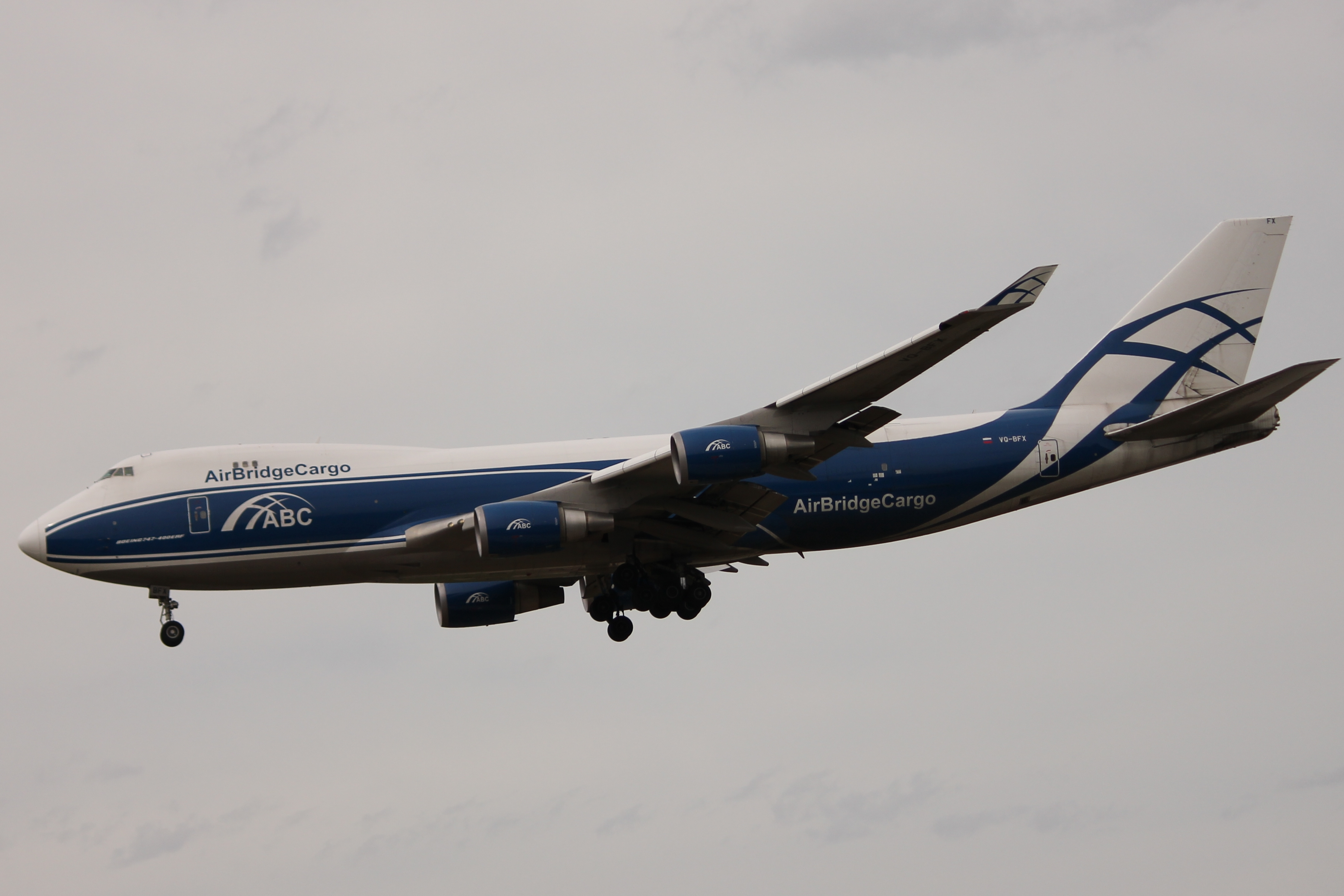
에어브리지 카고 에어 소속 보잉 747-400F 항공기
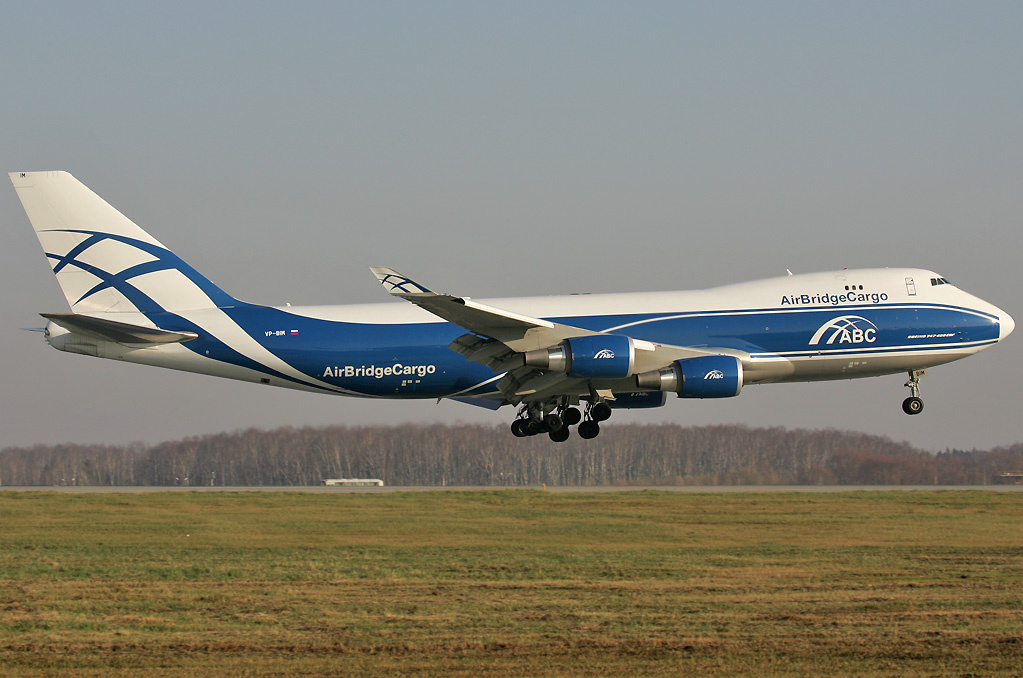
에어브리지 카고 에어 소속 보잉 747-400F 항공기
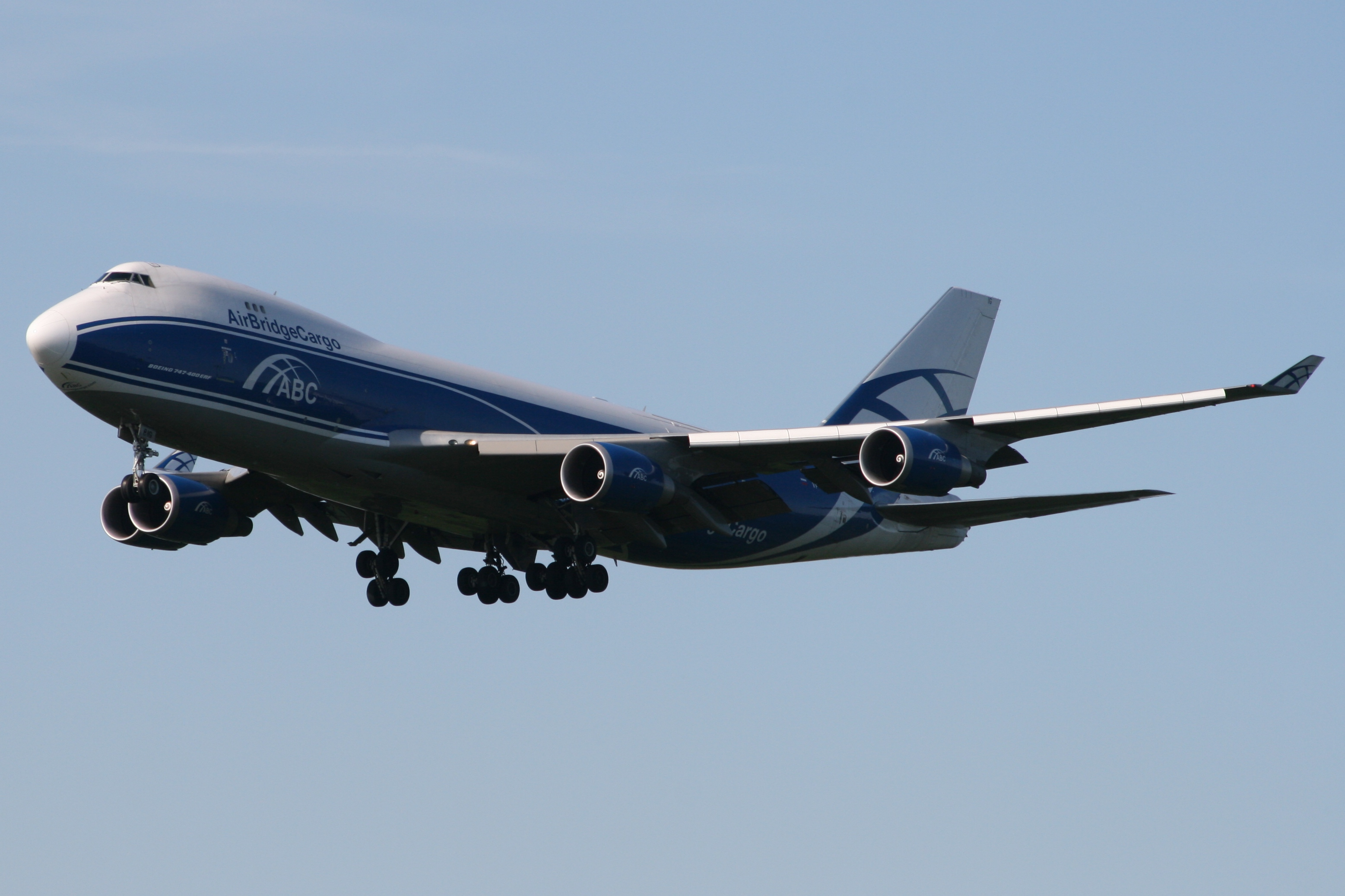
에어브리지 카고 에어 소속 보잉 747-400ERF 항공기
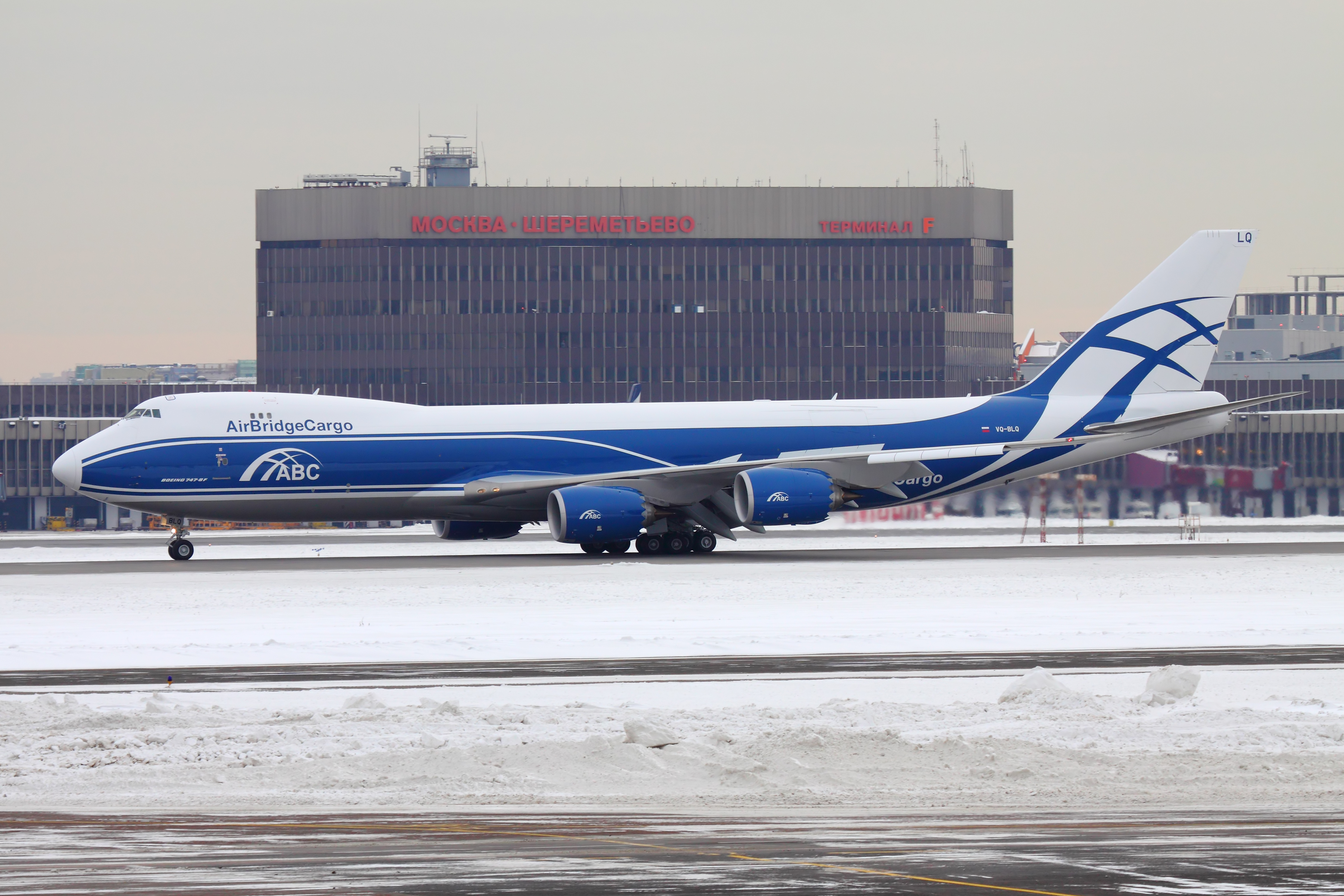
에어브리지 카고 에어 소속 보잉 747-8F 항공기

## 같이 보기
- 볼가 드네포르 항공